# Tamás Péchy

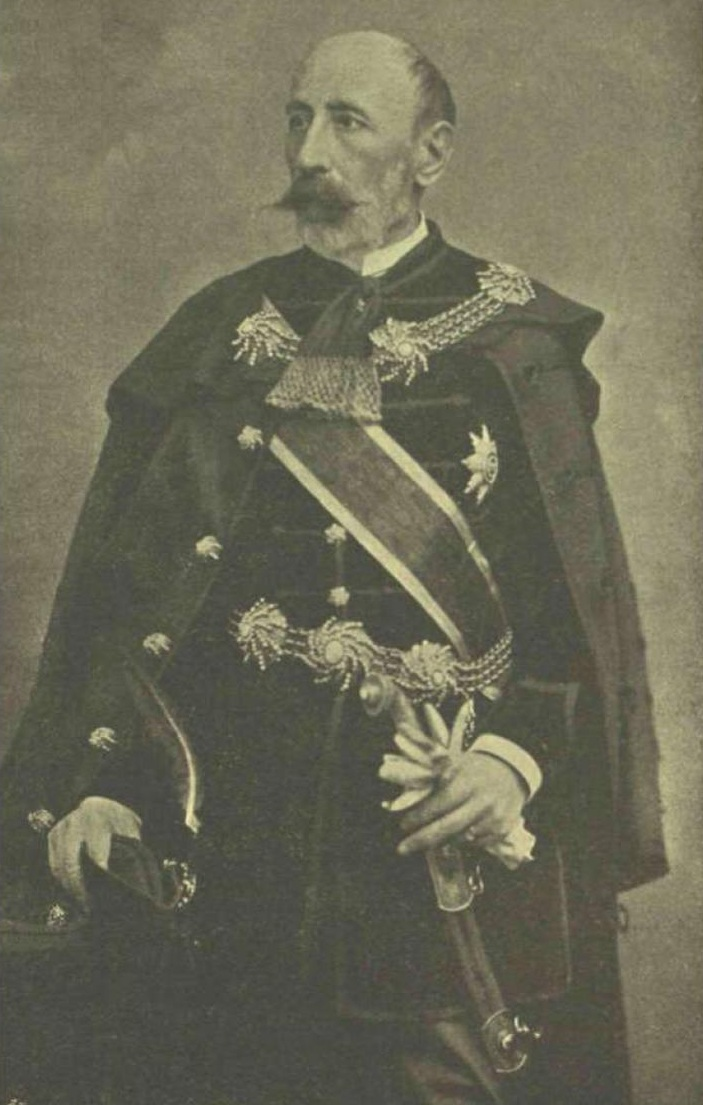
Tamás Péchy in Magnatentracht.

Tamás (Thomas) Péchy von Péchújfalu (* 6. Dezember 1828 in Alsókázsmárk, Komitat Abaúj; † 17. September 1897 ebenda) war ein ungarischer Politiker, Minister und Präsident des Abgeordnetenhauses im ungarischen Reichstag.

## Leben
Péchy von Péchújfalu wurde in Eperjes und Sárospatak unterrichtet, wobei Michael Tompa einer seiner Lehrer war. Er nahm 1848/49 im ungarischen Unabhängigkeitskrieg teil, wo er zuletzt als Major diente. Nach dem Krieg diente er zwangsweise als einfacher Soldat ein halbes Jahr in der kaiserlich-königlichen Armee, wonach er bis 1861 für längere Zeit ins Ausland ging. Nach seiner Rückkehr beteiligte er sich am politischen Leben im Komitat Abaúj und wurde zunächst Stuhlrichter (Iudex nobilium) und ab 1867 Vizegespan des Komitats. 1869 wurde er für den Wahlkreis Szikszó erstmals in den Reichstag gewählt, wo er zunächst der Linkszentrum-Partei angehörte. 1875 schloss er sich der neu gegründeten Liberalen Partei an, und wurde in den Kabinetten von Béla Wenckheim und Kálmán Tisza Minister für öffentliche Arbeit und Kommunikation. Von 1880 bis 1887 war er Präsident des Abgeordnetenhauses.